# Witwatia
Witwatia – wymarły rodzaj nietoperza. Jej nazwa pochodzi od arabskiego Wit Wat oznaczającego duże, trzepoczące skrzydła. Dorastała ona dużych rozmiarów. Znaleziona została w Al Fayyum w Egipcie. Zamieszkiwała te tereny 35 milionów lat temu (późny eocen). Znana jest jedynie z żuchwy i zębów.

## Gatunki
Wyróżnaio się 2 gatunki:
- W. schlosseri (typowy)
- W. eremicus[1]